# Кастеллетто-сопра-Тичино
Кастеллетто-сопра-Тичино (итал. Castelletto sopra Ticino) — коммуна в Италии, располагается в регионе Пьемонт, в провинции Новара.
Население составляет 10 000 человек (2008), плотность населения составляет 684 чел./км². Занимает площадь 15 км². Почтовый индекс — 28053. Телефонный код — 0331.
Покровителем коммуны почитается святой Антоний Великий, празднование 17 января.

## Демография
Динамика населения:

## Администрация коммуны
- Официальный сайт: http://www.comune.castellettosopraticino.no.it/ Архивная копия от 25 февраля 2010 на Wayback Machine